# Бластодиск
Бластоди́ск (зародышевый диск; зародышевый щиток; от греч. blastós — «зародыш, росток» и diskos — «диск») — скопление цитоплазмы на анимальном полюсе яйца у животных с дискоидальным дроблением.
В процессе дробления бластодиск преобразуется в дисковидное скопление клеток — бластодерму, которая образует крышу дискобластулы.